# Monovibrante velare sonora
La monovibrante velare sonora è un suono consonantico, che si dice sia presente in alcune lingue parlate. Non esiste un simbolo dedicato per questo suono nell'IPA. Poiché è un suono molto breve simile alla g, può essere specificato aggiungendo un segno diacritico "breve" alla lettera dell'occlusiva velare sonora, ɡ̆.

## Caratteristiche
- il suo modo di articolazione è monovibrante, perché questo fono è dovuto a una debole occlusione del canale orale (la bocca), subito interrotta;
- il suo luogo di articolazione è velare, perché nel pronunciare tale suono il dorso della lingua si porta a contatto con il velo del palato;
- è una consonante sonora, in quanto questo suono è prodotto con la vibrazione delle corde vocali.

## Occorrenza
| Lingua  | Lingua  | Parola       | AFI            | Significato | Appunti                        |
| ------- | ------- | ------------ | -------------- | ----------- | ------------------------------ |
| Dàgáárè | Dàgáárè | pɔgɔ         | [pɔ́ɡ̆ɔ́]         | donna       | Allofono intervocalico di /ɡ/. |
| Kati    | kamviri | ṭlak′a ṭlaka | [ʈꞎəˈɡ̆ə ʈꞎəɡ̆ə] | sonaglio    | Allofono intervocalico di /k/. |